# Marco Berlinghieri

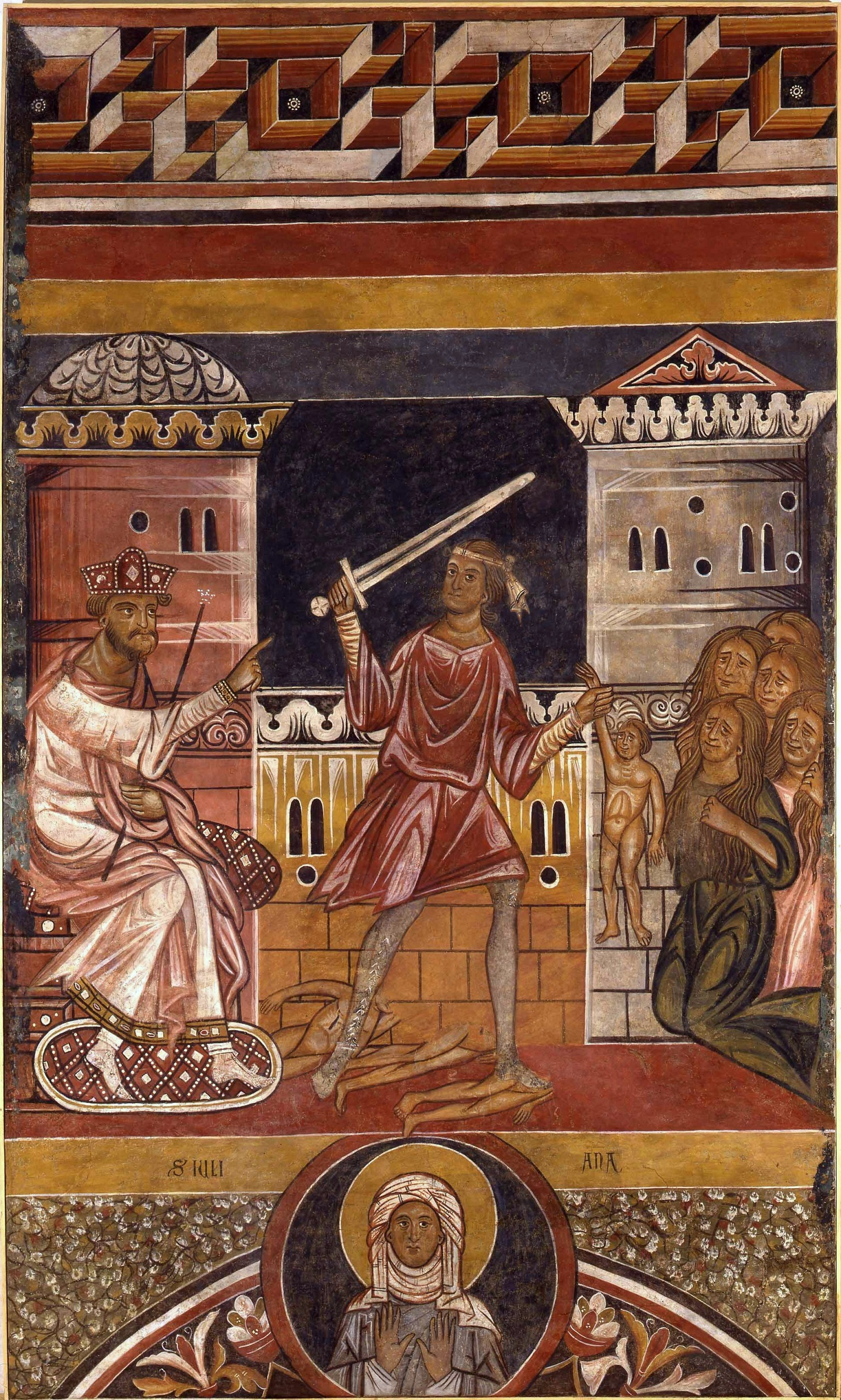
Marco Berlinghieri, Bethlehemitischer Kindermord, Fresko, 350 × 205 cm, Bologna, Museo della Basilica di Santo Stefano

Marco Berlinghieri, auch Marco di Berlinghiero da Lucca oder Marco da Lucca (nachweisbar von 1232 bis 1255 in Lucca), war ein italienischer Maler und Miniaturmaler.

## Leben
Berlinghieri war ein Sohn des Berlinghiero Berlinghieri, von dem er auch ausgebildet wurde. Er war als Miniaturmaler tätig. Da er in dem Dokument von 1228, in dem sein Vater und seine beiden Brüder Bonaventura und Barone für die Kommune Lucca den Frieden mit Pisa beschworen haben, nicht erwähnt wird, wird angenommen, dass er der jüngste der Brüder war und zu der Zeit noch zu jung war, um die Bürgerrechte zu erhalten.

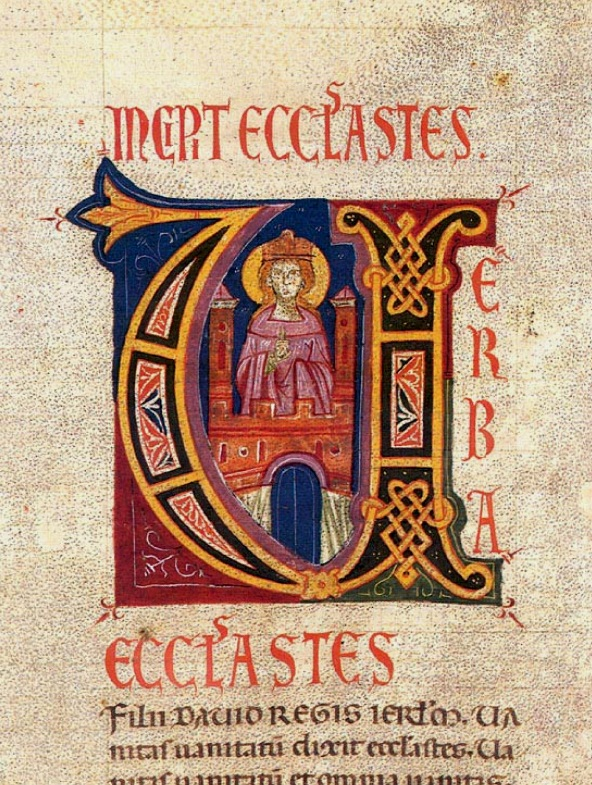
Bibelseite

Er wurde teilweise, so beispielsweise von Edward B. Garrison im Jahr 1957, als Marcus Pictor identifiziert, der 1240 ein heute in der British Library in London befindliches Missale (Egerton 3606) für das Kloster Fontebuona bei Camaldoli verzierte. 1250 soll er die Dekoration für eine Bibel für den Vorsteher von San Martino bei Lucca gezeichnet haben, die sich noch heute in Lucca befindet. Des Weiteren wurde er von Garrison als Pictor de Luca Marcus identifiziert, der 1255 für eine Ausmalung der Kapelle im Palazzo Del Podestà in Bologna bezahlt worden ist, von der sich nichts erhalten hat. Darüber hinaus wird ihm ein Fresko mit der Darstellung des Bethlehemitischen Kindermodes in S. Sepolcro (Teil der Basilika Santo Stefano) in Bologna zugeschrieben.